# Induction (jeu vidéo)
Pour les articles homonymes, voir Induction.
Induction est un jeu vidéo de réflexion développé et édité par Bryan Gale, sorti en 2017 sur Windows, Mac et Linux.

## Développement
Le développement d'Induction a débuté en 2013. Le jeu a été présenté en sélection officielle dans le cadre de l'IndieMEGABOOTH à la PAX East 2015,.

## Accueil
- Canard PC : 6/10[3]